# Cystiscus camelopardalis
Cystiscus camelopardalis là một loài ốc biển rất nhỏ, là động vật thân mềm chân bụng sống ở biển trong họ Cystiscidae.